# Pécska
Pécska (románul: Pecica, németül: Petschka) kisváros Partiumban, Arad megyében, a román–magyar határ mellett.

## Fekvése
Aradtól 19 km-re nyugatra, a Maros jobb partján fekszik.

## Nevének eredete
Neve valószínűleg kun vagy szláv eredetű.

## Története

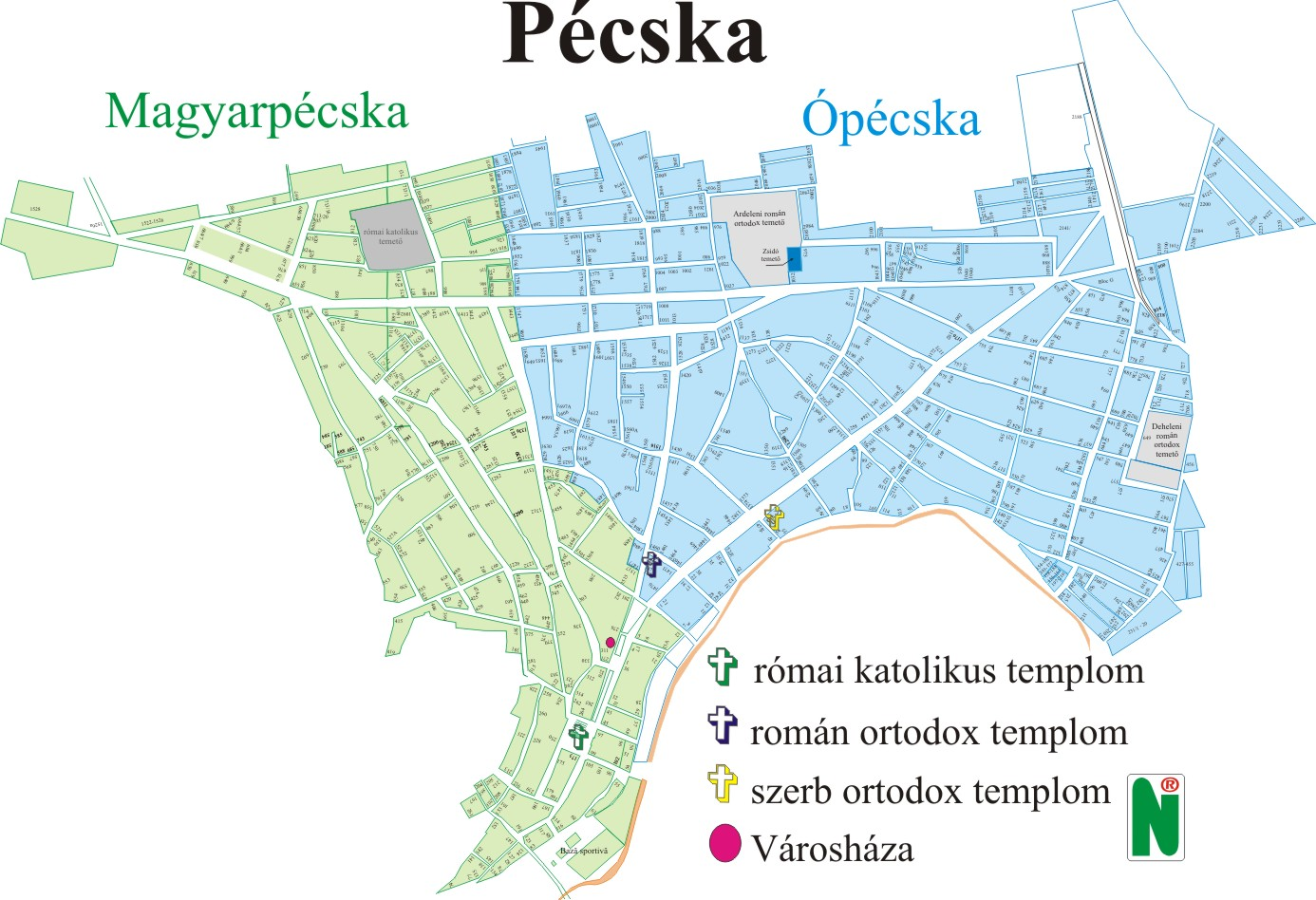
Pécska térképe

1335-ben Petk néven említik először. Területe már a bronzkorban lakott volt, határában van a Nagysánc, ahol 1882-ben bronzkori telepet tártak fel, majd a későbbi ásatásokkor kelta és dák erődítményekre is bukkantak. A falu feltárt temetője alapján a 11. században már magyarok lakták. Határában a Maros mellett találhatók Ajtonymonostor 11. századi romjai, melyet 1204-ben említenek először. A monostor valószínűleg a tatárjáráskor pusztult el, és nem építették újjá. A romok nagy részét a 15. században a Maros elmosta. 1415 után már nem említik.
Pécska 1335-ben egyházas hely volt, 1514-ben vámszedőhelyként említik. 1550-ben a török elől lakói elmenekültek. 1561-ben felégették, mert nem fizetett adót, de a hódoltságot átvészelte. Lakói ekkor nagyrészt szerbek voltak.
A 17. század végi Habsburg-Török háborúkat lezáró Karlócai Békét követően, egészen a Temesköznek a törököktől való visszafoglalásáig, Pécska rövid időre a Maros menti (Rácz) határőrvidék egyik központja lett. A Maros menti határőrvidéken javarészt a korábban betelepült szerb közösségekből toborzott csapatok láttak el határvédelmi feladatokat bizonyos előjogok fejében. később a határőrvidék jelentősége megszűnt, amely a határvédelmet ellátó szerb közösségeket hátrányosan érintette. Az ezt követő eseményeknek volt egyik nyitányuk a Szegedinác Jovánovics Péró által szervezett felkelés. A határőrvidéken élő szerbek egy jelentős része a későbbiekben Oroszországba települt.
A szerb lakosság egy részének távozását követően, a 18. század második felétől Pécskára tervezett betelepítések történtek. Ekkor a település magyar ajkú lakosságát az 1753-ban, főként Gömör, Borsod és Heves vármegyéből betelepített palóc családok képezték, de további kisebb betelepítések történetek Gyorok körényékéről, Nagyharsányról és Recskről is. 1765-től az egykori települést és a hozzá tartozó területeket közigazgatásilag két részre, a főként palóc telepesek által lakott Magyarpécskára és a kevert, főként szerb és román anyanyelvű lakossággal rendelkező Ráczpécskára (Ó-Pécskára) osztották fel.
A mai Pécska (Pecica) az egykori Ópécska és Magyarpécska települések egyesülése nyomán jött létre, amelyek 1960-tól képeznek egy közigazgatási egységet. A mai közigazgatási egység lakossága 1910-ben 20 562 volt, amiből 11 402 magyar (55,45%), 7722 román (37,55%), 1438 (6,99%) pedig egyéb (szerb, szlovák és német) nemzetiségű. A 9571 lakosú Ópécska többségében román, a 8066 lakosú Magyarpécska túlnyomóan magyar nemzetiségű volt. 1992-ben társközségeivel együtt 12 930 lakosa volt, ebből 6877 román (53,18%), 5092 magyar (39,38%), 697 cigány (5,39%) és 34 német (0,26%).
2004-ben nyilvánították várossá.

## Látnivalók

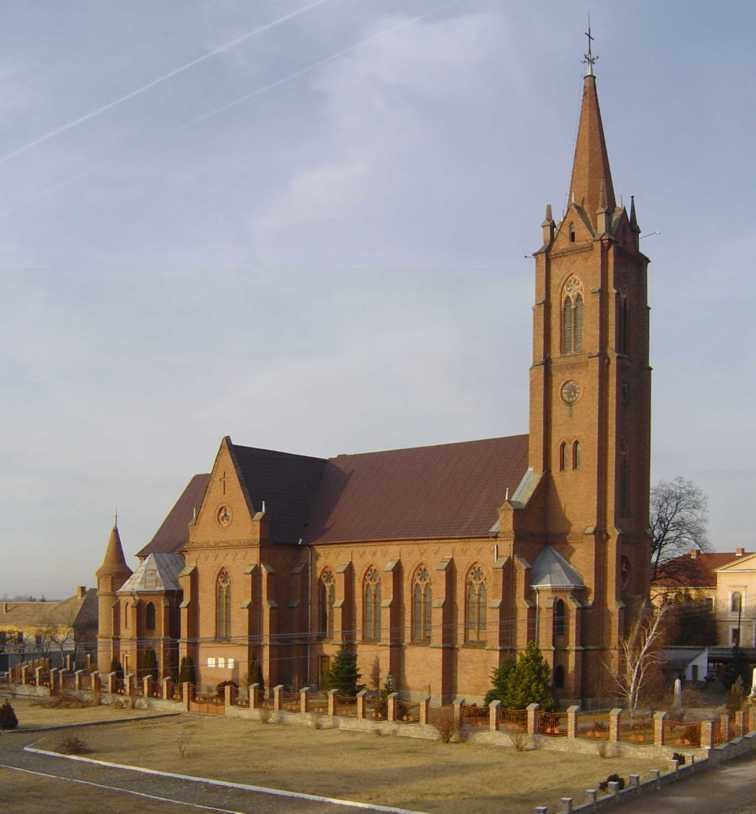
Római katolikus templom

### Római katolikus templom
Az 1763-ban Lovász Mihály királyi kamarás, kamarai igazgató és kincstári uradalmak bérlője által építtetett templom a 19. század végére kicsinek bizonyult a pécskai hívek számára. Ennek helyére dr. Szabados József tiszteletbeli kanonok, magyarpécskai esperes-plébános vezetésével megindult a mozgalom az új templom megépítése érdekében. Hosszas előkészületek eredményeként 1886. augusztus 1-jén elhelyezték az új, jelenlegi templom alapkövét.
A terveket Reiter Ede temesvári és Halmay Andor aradi tervezők készítették. Az építővállalkozó a szegedi Kovács József volt. Az építést a helyi kincstári vagyonbiztos Végh Aurél, Halmay Andor, Szabados József plébános, Isszekutz Mihály községi jegyző, Zdrahál Ferenc állami felügyelő és Kelemen István polgármester felügyelték. A templom építését 1886. július 15-én kezdték, 1887. szeptember 15-én fejezték be, és ugyanazon év november 13-án szentelték fel a Szentháromság tiszteletére. Az ablakait Walther Gida budapesti üvegfestő készítette 1915-ben.
A templom teljes egészében, mind kívül, mind belül, tiszta és szép gótikus stílusban épült. A templom szilárd nyerstégla építmény. Boltozata: fa-stukatúra. A torony magassága a föld felszínétől 49 méter és 25 centiméter. A templom belvilágának hossza 49 méter és 24 centiméter, míg a hajó szélessége 13 méter, magassága 10 méter és 80 centiméter. A két oldalhajó hossza 6 méter és 10 centiméter, míg szélessége 3 méter és 15 centiméter.

### Maros-ártér Natúrpark
Pécska déli határán folyik a Maros folyó, melynek Arad és Nagylak közötti szakasza 2004-ben védelem alá került Maros-ártér Natúrpark néven. A natúrpark adminisztrációjának székhelye Aradon van, viszont Pécskán működtetnek egy információs pontot turisták számára, és a területet átszelő turistautak jórésze is érinti, vagy megközelíti Pécskát. A natúrpark összterülete 17.455,2 hektár, ebből Pécska város közigazgatási határain belül 3765,63 hektár található, ami a védett terület 21,57%-át jelenti.

## Híres emberek

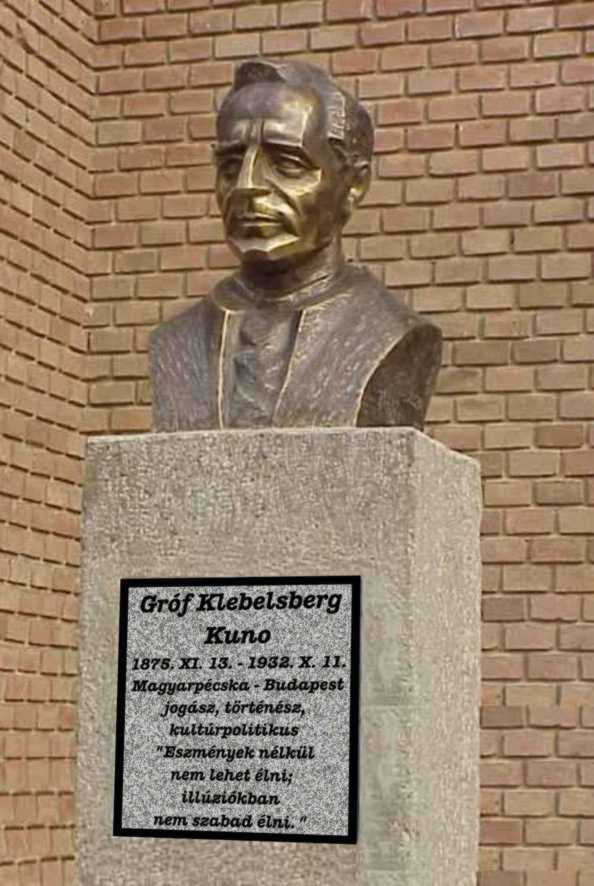
Klebelsberg Kuno pécskai mellszobra

- Itt született 1655 táján Szegedinác Jovánovics Péró, az 1735-ös Péró-féle lázadás vezetője.
- Itt született 1813. február 20-án Ormós Zsigmond művészettörténeti író, az MTA levelező tagja (1861).
- Itt született 1875. november 13-án gr. Klebelsberg Kuno belügy-, majd vallás- és közoktatásügyi miniszter, a magyar iskolarendszer megreformálója.
- Itt született 1879. szeptember 15-én Mester János filozófus, pedagógus, a szegedi egyetem tanára, pápai prelátus.
- Itt született 1882-ben rugyasi dr. Panka Károly, az Országgyűlési Könyvtár címzetes igazgatója.[11]
- Itt született 1885. augusztus 23-án Balla Ignác író, költő, műfordító, újságíró.
- Itt született 1891. szeptember 26-án Zágoni Dezső újságíró, író, szerkesztő.
- Itt született 1893-ban Nagy Oszkár festő.[12]
- Itt született 1909. augusztus 8-án Martinszky János festő.[13]
- Itt született 1920. február 20-án Lukács István József, a Szoboszlay Aladár vezette szabadságmozgalom résztvevője, akit e szerepvállalásáért később a román állam kivégeztetett.
- Itt született 1928. november 8-án Kocsik József magyar népművelő, újságíró.
- Itt élt Illei Takács Károly katolikus pap, tanár, alkalmi költő

## Testvérvárosai
- Battonya, Magyarország (1996)
- Woluwe-Saint-Pierre, Belgium (1990)
- Záhony, Magyarország, (2015)